# Clàssica de Sant Sebastià 2009
La Clàssica de Sant Sebastià 2009 (29a edició) és una cursa ciclista que es va disputar l'1 d'agost de 2009 a Euskadi, sent la 10a prova de l'UCI ProTour 2009. La cursa començà i acabà a Sant Sebastià, per un total de 237 km.
El vencedor final d'aquesta edició fou l'asturià Carlos Barredo, per davant del txec Roman Kreuziger. Al juliol de 2014 va anunciar una sanció a Barredo que li va fer perdre aquesta victòria

## Equips i ciclistes
En formar part la cursa de l'UCI ProTour, els 18 equips ProTour hi estan convidats automàticament. A més a més s'ha convidat l'equip continental Contentpolis-Ampo, per formar un gran grup de 19 equips.
Els 19 equips convidats són:
| - Ag2r-La Mondiale - Astana Qazaqstan Team - Bbox Bouygues Telecom - Contentpolis-Ampo - Caisse d'Epargne - Cofidis - Euskaltel–Euskadi | - FDJ - Fuji-Servetto - Garmin-Slipstream - Lampre-NGC - Liquigas - Quick Step | - Rabobank ProTeam - Silence-Lotto - Team Columbia-HTC - Team Katusha - Team Milram - Team Saxo Bank |

Els equips estan formats per 8 ciclistes, sent 143 els que prenen part a la prova.

## Classificació general
| Pos. | Ciclista           | Equip             | Temps      |
| ---- | ------------------ | ----------------- | ---------- |
| DSQ  | Carlos Barredo     | Quick Step        | 5h 37' 00" |
| 1    | Roman Kreuziger    | Liquigas          | m. t.      |
| 2    | Mickaël Delage     | Silence-Lotto     | + 7"       |
| 3    | Peter Velits       | Team Milram       | m. t.      |
| 4    | Ryder Hesjedal     | Garmin-Slipstream | m. t.      |
| 5    | Filippo Pozzato    | Team Katusha      | m. t.      |
| 6    | Christophe Riblon  | Ag2r-La Mondiale  | m. t.      |
| 7    | Serguei Ivanov     | Team Katusha      | m. t.      |
| 8    | Rubén Pérez Moreno | Euskaltel-Euskadi | m. t.      |
| 9    | Marco Pinotti      | Team Columbia-HTC | m. t.      |